# Apallates miccotrogus
Apallates miccotrogus är en tvåvingeart som först beskrevs av Seguy 1940.  Apallates miccotrogus ingår i släktet Apallates och familjen fritflugor. Inga underarter finns listade i Catalogue of Life.